# 大都市近郊区間 (高速道路)
- A 川口JCT - B 加須IC
- C 練馬IC - D 東松山IC
- E 三郷IC - F 谷田部IC
- G 湾岸市川IC - H 成田IC - I 新空港IC
- J 東京IC - K 厚木IC
- L 厚木南IC - M 海老名南JCT - N 海老名IC
- O 高井戸IC - P 八王子IC
- Q 東名JCT（仮称） - R 中央JCT（仮称）

- 1 大津IC - 2 西宮IC
- 3 久御山淀IC - 4 大山崎JCT
- 5 宇治田原IC（仮称） - 6 川西IC
- 7 中国吹田IC - 8 西宮北IC

大都市近郊区間（だいとしきんこうくかん）とは、高速自動車国道の対距離制区間の一部に設定される特別料金区間である。東京および大阪の近郊に設定されている。この区間では1kmあたりの料金が普通区間の1.2倍に設定されている。

## 概要
1972年（昭和47年）3月の道路審議会答申において、「建設費等が著しく高く、その利用による受益がきわめて大きい区間」の一つとして、割高な料金を設定することが適当とされ、同年10月1日の料金改定で導入された。
2014年（平成26年）4月1日現在、普通車・消費税抜きで、普通区間24.6円/kmに対し、29.52円/km（1.2倍）となっている。

## 一覧
NEXCO各社の事業許可で定められている大都市近郊区間を以下に示す。営業路線名に置き換えて記す。
東京近郊
- E4 東北自動車道：川口JCT - 加須IC
- E17 関越自動車道：練馬IC - 東松山IC
- E6 常磐自動車道：三郷IC - 谷田部IC
- E51 東関東自動車道：湾岸市川IC - 成田IC
- E65 新空港自動車道：成田IC - 新空港IC
- E1 東名高速道路：東京IC - 厚木IC
- C4 首都圏中央連絡自動車道：海老名南JCT - 海老名IC
- E1A 新東名高速道路：海老名南JCT - 厚木南IC
- E20 中央自動車道：高井戸IC - 八王子IC
- C3 東京外かく環状道路：東名JCT（仮称） - 中央JCT（仮称）

大阪近郊
- E1 名神高速道路：大津IC - 西宮IC
- E88 京滋バイパス：久御山淀IC - 大山崎JCT
- E1A 新名神高速道路：宇治田原IC（仮称） - 川西IC
- E2A 中国自動車道：中国吹田IC - 西宮北IC

大都市近郊区間は対距離制区間の一部に適用されるものであるため、区間料金制区間、均一制区間は含まれない。ただし、東京外環自動車道、名古屋第二環状自動車道、近畿自動車道など区間料金制の一部区間でも大都市近郊区間の料金水準を基に料金が設定されている。また、近畿自動車道、阪和自動車道は2017年6月2日まで均一区間制であったが、大都市近郊区間の料金水準を基に均一料金の額が設定されていた。
ETC割引制度においては上記と一部の区間料金制区間、均一制区間、一般有料道路を合わせて大都市近郊区間と呼ぶ。この区間は休日割引および平日朝夕割引の対象外区間となる。
2021年（令和3年）5月1日以降、以下の名古屋近郊の高速自動車国道対距離制区間の料金水準が大都市近郊区間と同じ水準（普通区間の1.2倍）に変更されているが、事業許可においては普通区間である。以下の区間は上記の大都市近郊区間と異なり、休日割引および平日朝夕割引の対象区間である。
- E1 東名高速道路：豊田JCT-小牧IC
- E1 名神高速道路：小牧IC-養老JCT
- E19 中央自動車道：土岐JCT-小牧JCT
- E23 東名阪自動車道：名古屋西JCT-四日市JCT
- E41 東海北陸自動車道：一宮稲沢北IC-美濃関JCT

## 首都圏における料金水準統一
首都圏中央連絡自動車道（圏央道）および、その内側のNEXCO管理の一般有料道路、並びに首都高速道路については、2016年（平成28年）4月1日から、東京外環自動車道は2017年2月26日から、原則として首都圏大都市近郊区間の料金水準に統一された。しかし、これらの道路が高速自動車国道に編入されたわけではなく、ターミナルチャージは一律150円を徴収し、端数処理は高速自動車国道と別に行い、長距離逓減制も適用されない。

この料金適用により、「横浜横須賀道路（44円/km）」と「首都圏中央連絡自動車道（43.20円/km）」では、高速道路料金が 29.52円/km へと値下げになった。一方、この料金計算適用によって通行料金が大幅値上げになってしまう「第三京浜道路」「横浜新道」「京葉道路」「東京外環自動車道」については「激変緩和措置」によって、それぞれ独自の料金体系となっており、さらに路線によっては均一制や区間制も残されている。この激変緩和措置により、国土交通省のめざした「発・着地点が同一ならどのルートを経由しても同一料金」の原則は崩れている。